# Pēteris Lauks
Pēteris Lauks (Riga, 10 febbraio 1902 – Kitchener, 15 marzo 1984) è stato un calciatore lettone.

## Carriera da calciatore

### Club
Dopo aver militato nell'Amatieris per oltre 10 anni è passato all'RFK Riga nel 1934; con tale club è rimasto (salvo la parentesi dell'invasione sovietica) fino alla fine della carriera nel 1944, vincendo tre campionati e due coppe di Lettonia.

### Nazionale
È stato convocato ai Giochi Olimpici di Parigi 1924, senza per altro scendere in campo e senza aver nemmeno raggiunto la Francia.
L'esordio in nazionale è avvenuto il 21 agosto 1926 nell'amichevole contro la Lituania: la sua partita durò solo 30 minuti, venendo sostituito da Egons Feldbergs. Al suo terzo incontro fu protagonista di un autogol contro la Finlandia. Dopo quell'episodio non fu chiamato in nazionale per quasi 8 anni, fino al passaggio all'RFK.
In seguito divenne un perno della nazionale, tanto da disputare 35 incontri in 5 anni, tra i quali lo storico ultimo incontro della sua nazionale nel 1940, prima della perdita dell'indipendenza.
In nazionale ha totalizzato 38 presenze, senza mettere a segno reti, ma vincendo due Coppe del Baltico.

## Statistiche

### Cronologia presenze e reti in Nazionale
| Cronologia completa delle presenze e delle reti in nazionale ― Lettonia | Cronologia completa delle presenze e delle reti in nazionale ― Lettonia | Cronologia completa delle presenze e delle reti in nazionale ― Lettonia | Cronologia completa delle presenze e delle reti in nazionale ― Lettonia | Cronologia completa delle presenze e delle reti in nazionale ― Lettonia | Cronologia completa delle presenze e delle reti in nazionale ― Lettonia | Cronologia completa delle presenze e delle reti in nazionale ― Lettonia | Cronologia completa delle presenze e delle reti in nazionale ― Lettonia |
| Data                                                                    | Città                                                                   | In casa                                                                 | Risultato                                                               | Ospiti                                                                  | Competizione                                                            | Reti                                                                    | Note                                                                    |
| ----------------------------------------------------------------------- | ----------------------------------------------------------------------- | ----------------------------------------------------------------------- | ----------------------------------------------------------------------- | ----------------------------------------------------------------------- | ----------------------------------------------------------------------- | ----------------------------------------------------------------------- | ----------------------------------------------------------------------- |
| 21-8-1926                                                               | Kaunas                                                                  | Lituania                                                                | 3 – 1                                                                   | Lettonia                                                                | Amichevole                                                              | -                                                                       | 30’                                                                     |
| 29-5-1927                                                               | Stoccolma                                                               | Svezia                                                                  | 12 – 0                                                                  | Lettonia                                                                | Amichevole                                                              | -                                                                       |                                                                         |
| 11-9-1927                                                               | Helsinki                                                                | Finlandia                                                               | 3 – 1                                                                   | Lettonia                                                                | Amichevole                                                              | -                                                                       |                                                                         |
| 30-5-1935                                                               | Riga                                                                    | Lettonia                                                                | 6 – 1                                                                   | Lituania                                                                | Amichevole                                                              | -                                                                       |                                                                         |
| 6-6-1935                                                                | Helsinki                                                                | Finlandia                                                               | 4 – 1                                                                   | Lettonia                                                                | Amichevole                                                              | -                                                                       |                                                                         |
| 5-7-1935                                                                | Riga                                                                    | Lettonia                                                                | 0 – 3                                                                   | Svezia                                                                  | Amichevole                                                              | -                                                                       |                                                                         |
| 21-8-1935                                                               | Tallinn                                                                 | Lettonia                                                                | 2 – 2                                                                   | Lituania                                                                | Coppa del Baltico 1935                                                  | -                                                                       |                                                                         |
| 22-8-1935                                                               | Tallinn                                                                 | Estonia                                                                 | 1 – 1                                                                   | Lettonia                                                                | Coppa del Baltico 1935                                                  | -                                                                       |                                                                         |
| 8-9-1935                                                                | Kaunas                                                                  | Lituania                                                                | 2 – 2                                                                   | Lettonia                                                                | Amichevole                                                              | -                                                                       |                                                                         |
| 15-9-1935                                                               | Łódź                                                                    | Polonia                                                                 | 3 – 3                                                                   | Lettonia                                                                | Amichevole                                                              | -                                                                       |                                                                         |
| 13-10-1935                                                              | Konigsberg                                                              | Germania                                                                | 3 – 0                                                                   | Lettonia                                                                | Amichevole                                                              | -                                                                       |                                                                         |
| 28-5-1936                                                               | Tallinn                                                                 | Estonia                                                                 | 3 – 4                                                                   | Lettonia                                                                | Amichevole                                                              | -                                                                       |                                                                         |
| 14-6-1936                                                               | Kaunas                                                                  | Lituania                                                                | 1 – 5                                                                   | Lettonia                                                                | Amichevole                                                              | -                                                                       |                                                                         |
| 29-8-1936                                                               | Riga                                                                    | Lettonia                                                                | 2 – 1                                                                   | Lituania                                                                | Coppa del Baltico 1936                                                  | -                                                                       |                                                                         |
| 31-8-1936                                                               | Riga                                                                    | Lettonia                                                                | 2 – 1                                                                   | Estonia                                                                 | Coppa del Baltico 1936                                                  | -                                                                       |                                                                         |
| 6-9-1936                                                                | Riga                                                                    | Lettonia                                                                | 3 – 3                                                                   | Polonia                                                                 | Amichevole                                                              | -                                                                       |                                                                         |
| 12-7-1937                                                               | Riga                                                                    | Lettonia                                                                | 0 – 0                                                                   | Romania                                                                 | Amichevole                                                              | -                                                                       |                                                                         |
| 29-7-1937                                                               | Riga                                                                    | Lettonia                                                                | 4 – 2                                                                   | Lituania                                                                | Qual. Mondiali 1938                                                     | -                                                                       |                                                                         |
| 3-9-1937                                                                | Kaunas                                                                  | Lituania                                                                | 1 – 5                                                                   | Lettonia                                                                | Qual. Mondiali 1938                                                     | -                                                                       |                                                                         |
| 4-9-1937                                                                | Kaunas                                                                  | Estonia                                                                 | 1 – 1                                                                   | Lettonia                                                                | Coppa del Baltico 1937                                                  | -                                                                       |                                                                         |
| 7-9-1937                                                                | Kaunas                                                                  | Lituania                                                                | 0 – 2                                                                   | Lettonia                                                                | Coppa del Baltico 1937                                                  | -                                                                       |                                                                         |
| 19-9-1937                                                               | Riga                                                                    | Lettonia                                                                | 3 – 1                                                                   | Estonia                                                                 | Amichevole                                                              | -                                                                       |                                                                         |
| 5-10-1937                                                               | Vienna                                                                  | Austria                                                                 | 2 – 1                                                                   | Lituania                                                                | Qual. Mondiali 1938                                                     | -                                                                       |                                                                         |
| 10-10-1937                                                              | Katowice                                                                | Polonia                                                                 | 2 – 1                                                                   | Lettonia                                                                | Amichevole                                                              | -                                                                       |                                                                         |
| 17-5-1938                                                               | Riga                                                                    | Lettonia                                                                | 2 – 0                                                                   | Lituania                                                                | Amichevole                                                              | -                                                                       |                                                                         |
| 10-6-1938                                                               | Solna                                                                   | Svezia                                                                  | 3 – 3                                                                   | Lettonia                                                                | Amichevole                                                              | -                                                                       |                                                                         |
| 27-6-1938                                                               | Riga                                                                    | Lettonia                                                                | 3 – 0                                                                   | Ungheria                                                                | Amichevole                                                              | -                                                                       |                                                                         |
| 20-7-1938                                                               | Tallinn                                                                 | Estonia                                                                 | 0 – 2                                                                   | Lettonia                                                                | Amichevole                                                              | -                                                                       |                                                                         |
| 28-8-1938                                                               | Riga                                                                    | Lettonia                                                                | 2 – 1                                                                   | Cecoslovacchia                                                          | Amichevole                                                              | -                                                                       |                                                                         |
| 4-9-1938                                                                | Tallinn                                                                 | Lettonia                                                                | 1 – 1                                                                   | Lituania                                                                | Coppa del Baltico 1938                                                  | -                                                                       |                                                                         |
| 5-9-1938                                                                | Tallinn                                                                 | Estonia                                                                 | 1 – 1                                                                   | Lettonia                                                                | Coppa del Baltico 1938                                                  | -                                                                       |                                                                         |
| 25-9-1938                                                               | Bucarest                                                                | Romania                                                                 | 4 – 0                                                                   | Lettonia                                                                | Amichevole                                                              | -                                                                       |                                                                         |
| 18-5-1939                                                               | Riga                                                                    | Lettonia                                                                | 2 – 1                                                                   | Lettonia                                                                | Amichevole                                                              | -                                                                       |                                                                         |
| 24-5-1939                                                               | Sofia                                                                   | Bulgaria                                                                | 3 – 0                                                                   | Polonia                                                                 | Amichevole                                                              | -                                                                       |                                                                         |
| 27-7-1939                                                               | Riga                                                                    | Lettonia                                                                | 3 – 3                                                                   | Estonia                                                                 | Amichevole                                                              | -                                                                       |                                                                         |
| 24-9-1939                                                               | Helsinki                                                                | Finlandia                                                               | 0 – 3                                                                   | Lettonia                                                                | Amichevole                                                              | -                                                                       |                                                                         |
| 18-7-1940                                                               | Tallinn                                                                 | Estonia                                                                 | 2 – 1                                                                   | Lettonia                                                                | Amichevole                                                              | -                                                                       |                                                                         |
| Totale                                                                  |                                                                         | Presenze                                                                | 38                                                                      |                                                                         | Reti                                                                    | 0                                                                       |                                                                         |

## Palmarès

### Club
- Campionato lettone: 3

RFK: 1934, 1935, 1939-40
- Coppe di Lettonia: 2

1937, 1938

### Nazionale
- Coppa del Baltico: 2

1936, 1937